# Macrophoma eugeniae
Macrophoma eugeniae är en svampart som beskrevs av Tassi 1902. Macrophoma eugeniae ingår i släktet Macrophoma och familjen Botryosphaeriaceae.   Inga underarter finns listade i Catalogue of Life.